# Christian Paul Aecker

Bodenmarke

Christian Paul Aecker (* um 1786; † nach 1837) aus Seußen in Nordbayern war ein deutscher Unternehmer in der Porzellanbranche.

## Leben
Christian Paul Aecker war durch die Heirat mit der Tochter des Seußener Oberförsters von Reitz, dem vorher größere Erbschaften zuteilgeworden waren, ein vermögender Gutsbesitzer und 1822 Mitbegründer der Porcellainfabrik C. M. Hutschenreuther in Hohenberg an der Eger geworden.
Dies war die Geburtsstunde der Porzellanindustrie im Fichtelgebirge, die in der ganzen Welt berühmt wurde.
1829 betrieb Aecker beim einstigen Presswerk Zeitler in Elisenfels eine Sägemühle und gründete 1838 trotz heftigem Widerstand von Hutschenreuther seine eigene Aeckerische Porcellain- und Steingutfabrik in Schirnding, über deren weiteren Bestand, Übernahme oder Stilllegung keine Daten vorliegen.
In den meisten Chroniken wird Lorenz Reichel als Urheber der Porzellanindustrie in Schirnding genannt. Tatsächlich gründete der seine Porzellanmanufaktur aber erst 1904.

## Nachkommen
Aeckers einziger Sohn Johann Christoph Lorenz Aecker gründete 1839 die Aecker Porzellan- und Steingutfabrik in Arzberg.